# Орагвелидзе, Мария Семёновна
Мария Семёновна Орагвелидзе (1903 год, Озургетский уезд, Кутаисская губерния, Российская империя — неизвестно, Ланчхутский район, Грузинская ССР) — звеньевая колхоза имени Чарквиани Ланчхутского района, Грузинская ССР. Герой Социалистического Труда (1951).

## Биография
Родилась в 1903 году в крестьянской семье в одном из сельских населённых пунктов Озургетского уезда. С конца 1930-х годов трудилась в колхозе имени Чарквиани Ланчхутского района. В послевоенное время возглавляла звено шелкопрядов в этом же колхозе.
В 1950 году звено Марии Орагвелидзе получило 411,5 килограммов коконов тутового шелкопряда весенних выкормок при урожайности 111,2 килограмма с каждой коробки грены. Указом Президиума Верховного Совета СССР от 1 ноября 1951 года удостоена звания Героя Социалистического Труда за «получение в 1950 году высоких урожаев коконов тутового шелкопряда» с вручением ордена Ленина и золотой медали «Серп и Молот» (№ 6428).
Этим же Указом званием Героя Социалистического Труда была награждена труженица колхоза имени Чарквиани звеньевая Ангелина Георгиевна Имнаишвили.
После выхода на пенсию проживала в Ланчхутском районе. С 1968 года — персональный пенсионер союзного значения. Дата смерти не установлена.